# Гаплогруппа M (Y-ДНК)
Гаплогруппа M (P256) — гаплогруппа человеческой Y-хромосомы ДНК. Современное определение введено Т. М. Карафет в 2008 году, когда было частично пересмотрено прежнее дерево гаплогрупп 2006 года. До открытия маркера P256 нынешняя подгруппа M1 (которая определялась маркером M4) представляла всю гаплогруппу M, в то время как нынешние подгруппы M2 и M3 ранее рассматривались как подгруппы K1 и K7 родительской гаплогруппы K. В настоящее время доступна версия дерева гаплогруппы М 2017 года.

## Происхождение
Гаплогруппа M=K2b1b происходит от субклады K2b1 гаплогруппы K. Считается, что гаплогруппа M возникла ок. 45,4 тыс. лет назад.

## Распространение

### Подгруппы

#### M-M4
Типична для папуасов.

#### M-M104
Типична для населения архипелага Бисмарка и острова Бугенвиль.

#### M-M353
Обнаружена в незначительном количестве на Соломоновых островах и Фиджи.

#### M-P34
Обнаружена в Папуа Новой Гвинее и в Индонезии.

#### M-P117
Обнаружена в Меланезии.

## Палеогенетика
- M1a определили у образца TOP004 (324 ± 24 л. н.) с острова Сулавеси (Topogaro, провинция Центральный Сулавеси)[6]